# Кохан, Лев Соломонович
Лев Соломонович Кохан (род. 14 декабря 1935) — советский и российский металлург, доктор технических наук, профессор Московского политехнического университета, член редакционной коллегии журнала «Технология металлов».

## Биография
Родился 14 декабря 1935 года в Москве в рабочей семье. Отец — Соломон Хаймович Кохан, мать — Фейга Шиивна Закрайчик. С 1943 по 1953 год учился в школе № 312, которую окончил с серебряной медалью. Сразу после школы поступил в Московский автомеханических институт, где учился до 1958 года, окончив институт с отличием. После получения высшего образования в течение двух лет служил в армии, в 1960 году был сокращен в должности командира автомобильного взвода (лейтенант).
В 1960—1965 работал на закрытом/секретном авиационном заводе «Кристалл», во время работы, в 1963 году, поступил в аспирантуру Московского автомеханического института на кафедру теоретической механики. В 1966 году защитил кандидатскую диссертацию на тему «Совершенствование конструкции метизных автоматов» под руководством профессоров Илария Анатольевича Норицына и Николая Ивановича Глаголева.
После защиты кандидатской до 2013 года преподавал в Московском государственном вечернем металлургическом институте (МГВМИ) на кафедре «Машины и технологии обработки металлов давлением».
В 1990—1991 годах возглавлял кафедру «Машины по обработке металлургических заводов». В 1994 году защитил докторскую диссертацию на тему «Совершенствование скоростных прессов». С 1995 до 2012 года работал в должности профессора кафедры «Металловедение и обработка металлов давлением» в МГВМИ. С 2013 года работает профессором на кафедре «Машины и технология обработки металлов давлением» Московского политехнического университета
Дети: Кохан, Александр Львович (1963 г.р.), Кохан, Елена Львовна (1958 г.р.). Старший брат Самуил был убит во время Великой Отечественной войны под Смоленском.

## Научная деятельность и направление
Основными научными направлениями Льва Соломоновича являются теоретические и экспериментальные исследования процессов формоизменения листовых материалов, технологические методы управления размерами, свойствами, деформируемостью и устойчивостью деформируемого материала из сталей и цветных металлов при прокатке, прессовании и волочении, а также разработка, исследование и внедрение технологий штамповки композиционных и порошковых материалов.
Научная деятельность Льва Соломоновича связана с прикладными исследованиями свойств и поведения композиционных материалов из металлических порошков, исследованиями в области листовой штамповки, монометаллов (биметаллов, триметаллов и др.), соединений нерастворимых металлов и сплавов, а также с созданием новых материалов с различными свойствами и продукции с одинаковыми физико-механическими характеристиками по всему объёму.
Имеет более 500 научных статей и брошюр, 30 авторских свидетельств на изобретения, более 30 монографий и более 10 учебников. Выпустил более 30 аспирантов и 5 докторов наук.
Рейтинг Хирша — 7, индекс цитирования: в РИНЦ — 349, в Scopus — 2.

## Награды
Кохан Л. С. имеет ряд наград и премий, среди которых: медали ВДНХ, премии и грамоты Минвуза РСФСР, звание почетного металлурга и изобретателя, медаль «В память 850-летия Москвы», два знака за заслуги в области народного образования СССР «За значительные успехи в перестройке содержания учебно-воспитательного процесса, его обновления в свете современных достижений и перспектив развития науки, техники и культуры, создание спецкурсов по направлениям, определяющим научно-технический и социальный прогресс СССР».
За заслуги перед образованием он удостоен звания «Заслуженный работник высшей школы» (подписано президентом В. В. Путиным).
За цикл учебников «Художественная ковка», «Оборудование по художественной ковке», «Механическое оборудование заводов чёрной металлургии» получил премию первой степени Министерства образования СССР.

## Основные труды
- Кохан Л. С. и др. Холодная объемная штамповка // Ковка и штамповка. — М.: Машиностроение, 1987. — Т. 3. — 384 с.
- Кохан Л. С., Сапко А. И., Жук А. Я. Механическое оборудование цехов для производства цветных металлов // Механическое оборудование заводов цветной металлургии в 3-х частях. — М.: Металлургия, 1988. — Т. 2. — 328 с.
- Кохан Л. С., Лукашкин Н. Д., Якушев А. М. Конструкция и расчет машин и агрегатов металлургических заводов. — М.: Академкнига, 2003. — 456 с. — ISBN 5-94628-017-1.
- Кохан Л. С., Лукашкин Н. Д., Лебедев Н. Н. Напряжения и деформации в процессах обработки металлов давлением. — М.: Академкнига, 2004. — 239 с. — ISBN 5-94628-203-4.
- Кохан Л. С., Лукашкин Н. Д. Обработка металлов давлением. — М.: МГВМИ, 2006. — 423 с. — ISBN 5-94475-028-6.
- Кохан Л. С., Морозов Ю. А., Мочалов Н. А. Проектирование калибров сортовых станов и операций листовой штамповки. — М.: МГВМИ, 2007. — 640 с. — ISBN 5-9290-0241-978-8.
- Кохан Л. С. Обработка давлением металлических материалов. — М.: МГВМИ, 2009. — 518 с. — ISBN 978-5-94475-047-1.